# Avi Ran
Avi Ran (Tiberiade, 25 agosto 1963 – Tiberiade, 11 luglio 1987) è stato un calciatore israeliano, di ruolo portiere.

## Biografia
È scomparso nel 1987 all'età di 23 anni, colpito da un'imbarcazione durante una competizione motonautica sul Mar di Galilea.

## Carriera
In tutta la sua carriera vinse 2 campionati con il Maccabi Haifa.

## Palmarès

### Club

#### Competizioni nazionali
- Campionato israeliano: 2

Maccabi Haifa: 1983-1984, 1984-1985
- Supercoppa d'Israele: 1

Maccabi Haifa: 1985

#### Competizioni internazionali
- Coppa Piano Karl Rappan: 1

Maccabi Haifa: 1985